# Micheline Lagache
 (janvier 2017).
Si vous disposez d'ouvrages ou d'articles de référence ou si vous connaissez des sites web de qualité traitant du thème abordé ici, merci de compléter l'article en donnant les références utiles à sa vérifiabilité et en les liant à la section « Notes et références ».
Micheline Lagache, née à Paris le 16 juillet 1920 où elle est morte le 20 mars 1999, est une organiste française

## Biographie
Ses premiers professeurs de piano sont Jeanne Geblier, Jean Morpain et Jules Gentil et pour l’orgue, Jean Langlais.
À l’âge de 11 ans, elle entre au Conservatoire de Paris où elle étudie le contrepoint avec Jean Gallon et l’harmonie avec Raymond Pech. Tout en poursuivant l’étude du piano, elle entre dans la classe d’accompagnement au piano où elle remporte un premier prix en 1943. Elle achève son parcours au Conservatoire par un premier prix d’orgue en 1946 dans la classe de Marcel Dupré. Elle partage cette classe avec, entre autres, Marie-Madeleine Chevalier, Françoise Renet, Rolande Falcinelli, Suzanne Chaisemartin, Pierre Cochereau…
Après une suppléance à l’orgue de Saint-Pierre de Montmartre de 1943 à 1949, elle est nommée en 1949 organiste titulaire du grand-orgue de la basilique Notre-Dame-des-Victoires à Paris où elle trouvera un instrument très fatigué, tribune où elle succède à Jules Fleurdeau. En 1973 elle s’investit à faire reconstruire l’instrument et choisit personnellement le facteur d’orgues Alfred Kern, choix qui estapprouvé et soutenu par René Gladu alors directeur des monuments religieux de la Ville de Paris. Une fois à la retraite de Notre-Dame-des-Victoires en 1986, elle assure pendant quelques années les remplacements de Pierre Pincemaille au grand-orgue de la cathédrale de Saint-Denis.
Professeur de piano de 1953 à 1965 au Conservatoire du XIVe arrondissement, elle y crée une classe d’orgue en 1961, fonction qu’elle assume jusqu’en 1991.
Elle est la première candidate organiste à passer l’épreuve du « certificat d’aptitude » pour l’enseignement dans les conservatoires. Elle a pour élève pour l’épreuve pédagogique qui se déroule aux grandes orgues de Notre-Dame de Paris, le jeune organiste Philippe Lefebvre. Ce diplôme lui ouvre la classe du Conservatoire national de région de Nantes, rendue libre par le départ de Jean Costa au Conservatoire d’Aix-en Provence. Elle œuvrera dans cet établissement de 1970 à 1988, de sa classe sortiront de nombreux organistes réputés.
Soliste de l’O.R.T.F., organiste attitrée de l’Ensemble Contrepoint et de la chorale des J.M.F. de Paris, elle joue de nombreuses messes radiodiffusées à la demande de Gaston Litaize et donne de nombreux concerts. Elle est l’invitée régulière de son condisciple et ami Pierre Cochereau pour les concerts d’orgue du dimanche à Notre-Dame de Paris où elle est l’une des premières organistes à y jouer la Sonate de Julius Reubke sans oublier les grands Liszt qu’elle affectionnait particulièrement.
Son répertoire est vaste allant de la musique baroque aux compositeurs du 20e siècle, toujours soucieuse de mettre en adéquation les instruments qu’elle jouait avec les répertoires appropriés.

## Discographie
- Jean-Sébastien Bach : récital enregistré en 1975 par François Carbou au grand-orgue Alfred Kern de la basilique Notre-Dame des Victoires.
- Marcel Dupré : Prélude et fugue en La b Majeur, Choral et fugue, Deux esquisses. Enregistrement réalisé en 1981 par François Carbou au grand-orgue Bouvet de l’église Sainte-Madeleine de Nantes. Disque partagé avec Philippe Lefebvre qui interprète la Symphonie passion.
- Franz Liszt : Prélude et fugue sur B.A.C.H, Variations sur Weinen, Klagen, Sorgen, Zagen & Reubke, Julius : Sonate sur le psaume 94. Enregistrement réalisé en 1986 par Georges Kisselhoff au grand-orgue Cavaillé-Coll de Saint-Sernin de Toulouse. MOTETTE CD 11111
- Camille Saint-Saëns : Messe de requiem (premier enregistrement mondial). Danielle Galland, soprano, Jeannine Collard, alto, Francis Bardot, ténor, Jacques Villisech, basse, Ensemble choral Contrepoint, l’Orchestre lyrique de l’O.R.T.F, direction de Jean-Gabriel Gaussens. Enregistrement réalisé en 1971 au Studio 104 de la maison de l’O.R.T.F. sur le grand-orgue Danion-Gonzalez.
- Louis Vierne : Messe solennelle pour deux orgues (premier enregistrement mondial), Marche triomphale pour le centenaire de la mort de Napoléon Ier pour septuor de cuivres et orgue, Toccata et Sur le Rhin des 24 Pièces de fantaisies. Ensemble choral Contrepoint, Michèle Guyard, petit orgue, direction Jean-Gabriel Gaussens. Enregistrement réalisé en 1970 en l’église Saint Merry de Paris.
- Louis Vierne : les 24 Pièces en style libre par Jeanne Marguillard, Josette Delaruelle et Micheline Lagache. Enregistrement réalisé en 1979 par Jacques Guillaubez au grand-orgue de la cathédrale de Belley.
- Le grand orgue Debierre de la cathédrale de Vannes (programme de l’inauguration de la restauration de 1985) : César Franck, Pièce Héroïque. Disque partagé avec les organistes Eugène Aubry, Jean-Baptiste Courtois, Patrick Delabre, Vincent Leroy, Michel Jézo, Philippe Lefebvre, Jean-Pierre Maudet, Geoffrey Marshall. Enregistrement réalisé en 1985 par François Carbou.